# NGC 2567
NGC 2567 je otvoreni skup u zviježđu Krmi.

## Vanjske poveznice
- SEDS: NGC 2567